# Projekt Riese
Projekt Riese ˈʁiːzə (dal ted. "Progetto Gigante") è il nome in codice per un progetto di costruzione della Germania nazista tra il 1943 e il 1945, composto da sette strutture sotterranee situate tra gli Eulengebirge (Monti del Gufo) e il castello di Książ in Bassa Slesia, allora territorio tedesco, ora invece territorio polacco.
Nessun tunnel è stato completato e si trovano in diversi stati di completamento. Solo una piccola percentuale è stata rinforzata con il cemento.
L'obiettivo del progetto rimane incerto a causa della mancanza di documentazione. Alcune fonti suggeriscono che tutte le strutture dovevano far parte del quartier generale del Führer; secondo altre, era una combinazione di quartier generale e industrie per armi, ma rispetto a strutture simili si può rilevare che solo il castello è stato adattato a quartier generale o come altra residenza ufficiale e che le gallerie degli Eulengebirge sembrano pianificate come una rete di fabbriche sotterranee.
I lavori di costruzione furono eseguiti da lavoratori forzati, prigionieri di guerra, e prigionieri dei campi di concentramento e molti hanno perso la vita per lo più a causa di malattie e malnutrizione.

## Storia

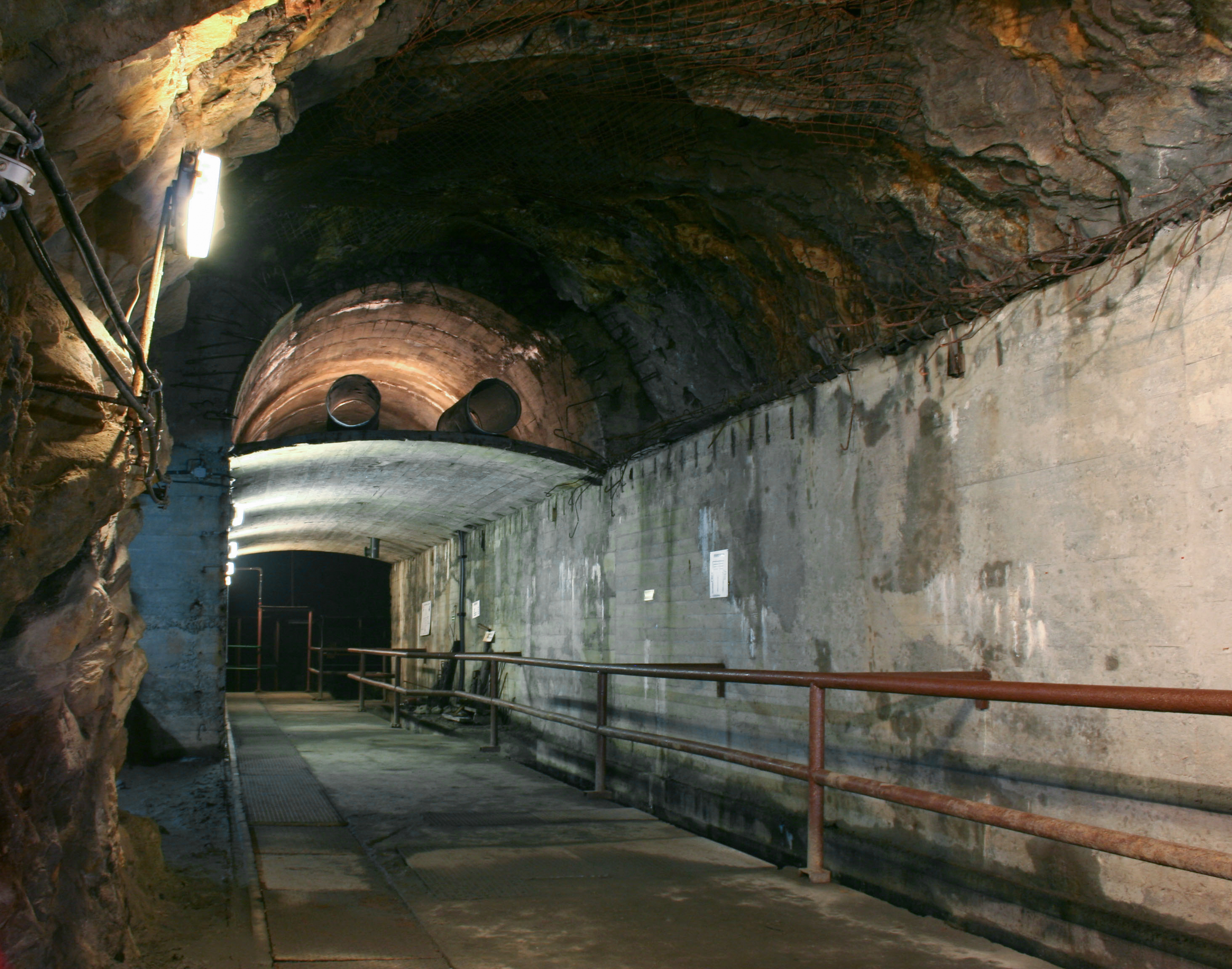
Complesso Rzeczka

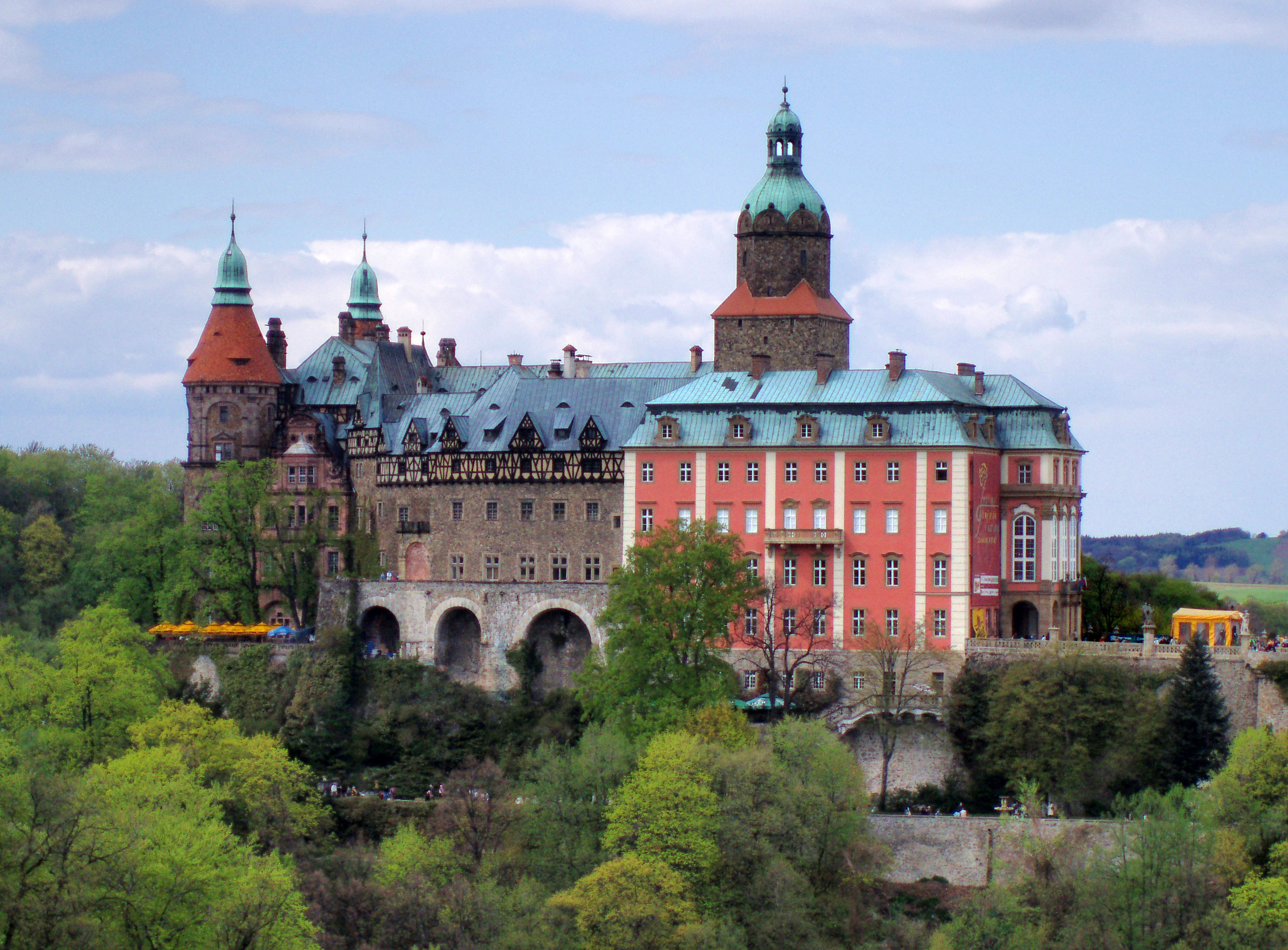
Il castello di Książ

In presenza di crescenti incursioni aeree alleate, la Germania nazista trasferì gran parte della sua produzione di armamenti strategici in regioni più sicure tra cui il distretto Sudetenland. I piani per la protezione delle infrastrutture critiche coinvolse anche il trasferimento delle fabbriche di armi ai bunker sotterranei e la costruzione dei rifugi antiaerei per i funzionari governativi.
Nel settembre 1943, il ministro degli armamenti e della produzione bellica Albert Speer e il capo dell'Organizzazione Todt iniziarono a discutere del progetto Riese. Di conseguenza, la Schlesische Industriegemeinschaft AG (Slesia Industrial Company) fu creata per svolgere i lavori di costruzione. Nel mese di novembre sono stati stabiliti i campi collettivi (Gemeinschaftslager) per i lavoratori forzati, utilizzando prigionieri di guerra dall'Italia, dall'Unione Sovietica, e più tardi dalla Polonia, all'indomani della rivolta di Varsavia.
Una rete di strade, ponti, ferrovie a scartamento ridotto fu creata per collegare i siti di scavo con le vicine stazioni ferroviarie. I prigionieri riciclarono materiali da costruzione, tagliando alberi e scavando serbatoi e canali di scolo. Alcune piccole dighe furono costruite per ottenere riserve idriche e sistemi fognari. In seguito, per lo scavo dei tunnel si usarono esplosivi e dopo rafforzati con cemento e acciaio. A tale scopo, sono stati impiegati specialisti per l'estrazione, per lo più tedeschi, italiani, ucraini, e cechi ma il lavoro più pericoloso e faticoso fu eseguito dai prigionieri.
Il progresso dello scavo delle gallerie procedeva lentamente poiché la struttura dei monti delle Eulengebirge è costituita da roccia gneiss, una roccia alquanto dura. La maggior parte delle strutture simili veniva invece perforato data la presenza di una roccia più morbida, l'arenaria; queste rocce davano il vantaggio di una protezione totale dai bombardamenti alleati e la possibilità di costruire strutture sotterranee alte fino a 12 metri e con un volume pari a 6.000 m3.
Nel mese di dicembre 1943, si verificò tra i prigionieri un'epidemia di tifo, data dal fatto che questi erano tenuti in pessime condizioni igieniche, esausti e affamati. Come risultato, la costruzione dei tunnel rallentò significativamente. C'erano almeno cinque campi e un numero sconosciuto di lavoratori e di prigionieri di guerra costretti a lavorare per il progetto, alcuni fino alla fine della guerra. Anche il numero dei detenuti che hanno perso la vita non è noto.

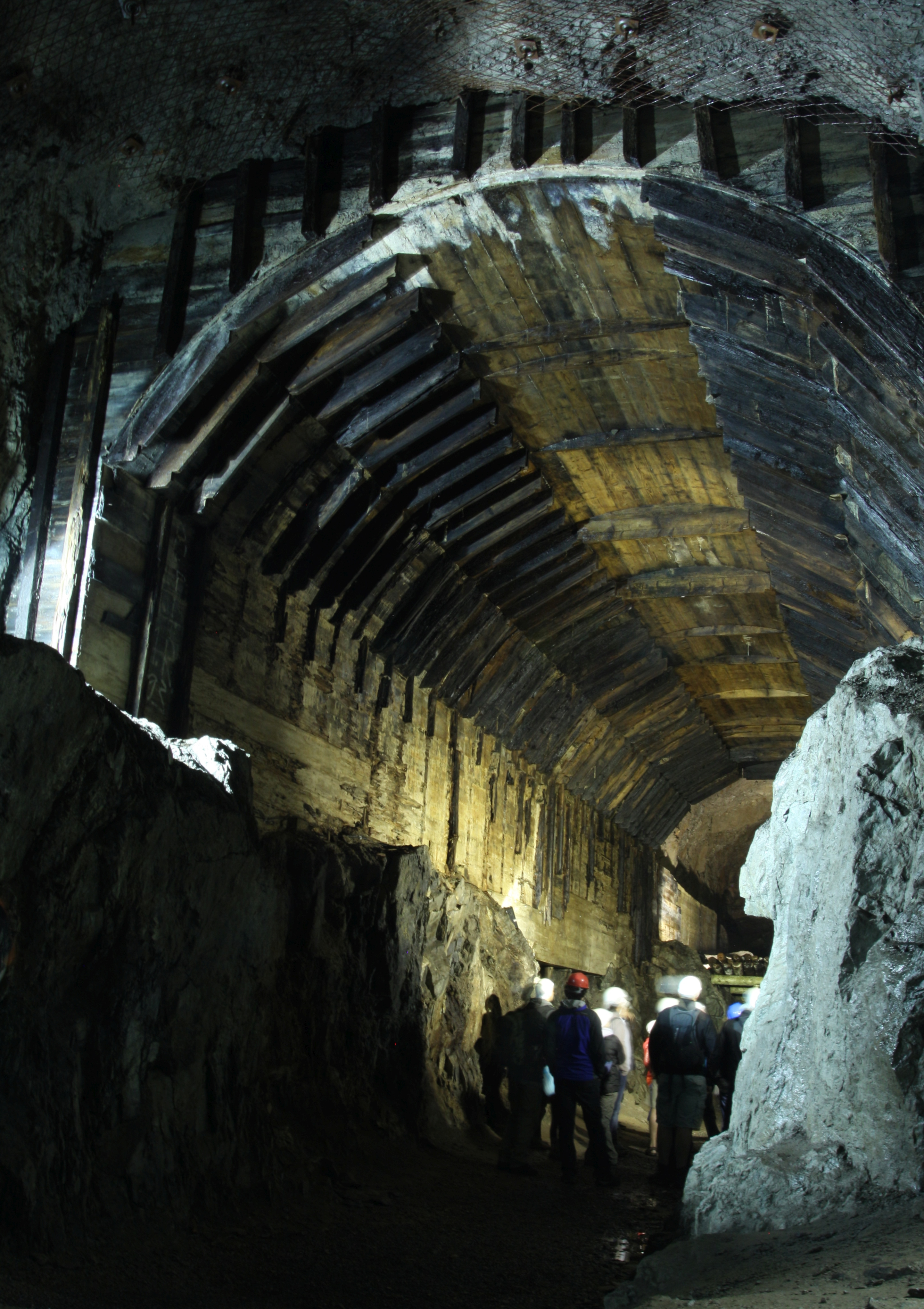
Complesso Osówka

Nel mese di aprile 1944, insoddisfatto per l'avanzamento del progetto, Adolf Hitler ha deciso di consegnare la direzione dei lavori all'Organizzazione Todt e assegnare i lavori ai prigionieri dei campi di concentramento. Furono impiegati tredici campi di lavoro (Arbeitslager, AL), alcuni posti in prossimità delle gallerie. La rete di questi campi fu chiamata Arbeitslager Riese e faceva parte del campo di concentramento di Gross-Rosen. L'amministrazione del AL Riese e del comandante del campo, SS-Hauptsturmführer Albert Lütkemeyer, si trovavano nel AL Wüstegiersdorf. Da dicembre 1944 a gennaio 1945 i detenuti furono sorvegliati da 853 soldati delle SS.
Secondo i dati incompleti, almeno 13.000 prigionieri hanno lavorato per il progetto, la maggior parte di loro sono stati trasferiti dal campo di concentramento di Auschwitz. I documenti consentono l'identificazione di 8.995 prigionieri. Tutti loro erano ebrei, circa il settanta per cento dall'Ungheria, il resto da Polonia, Grecia, Romania, Cecoslovacchia, Paesi Bassi, Belgio e Germania. La mortalità era molto alta a causa di: malattie, malnutrizione, stanchezza, lavori pericolosi e il trattamento dei detenuti da parte delle guardie tedesche. Molti prigionieri esausti furono re-inviati al campo di concentramento di Auschwitz. La deportazione di 857 prigionieri è documentata, così come 14 esecuzioni dopo tentativi di fuga falliti. Un totale stimato di 5.000 vittime hanno perso la vita.
Alla fine del 1944, si verificò un'altra epidemia di tifo tra i prigionieri. Poiché la linea del fronte si avvicinava sempre più, l'evacuazione dei campi fu avviata nel febbraio 1945, ma in alcuni posti di lavoro potrebbe essere stata effettuata anche alla fine di aprile. Alcuni prigionieri furono lasciati alle spalle, per lo più quelli gravemente malati, fino a quando l'Armata Rossa arrivò nella zona nel maggio 1945. Il progetto Riese fu quindi abbandonato nella fase iniziale di costruzione e solo 9 chilometri (25.000 m2, 100.000 m3) di gallerie furono scavate.

## Lista dei campi
| Nome tedesco                             | Nome polacco della località | Coordinate            | Data di utilizzo    |
| ---------------------------------------- | --------------------------- | --------------------- | ------------------- |
| Gemeinschaftslager I Wüstewaltersdorf    | Walim                       | 50°41′50″N 16°26′41″E | Nov 1943 – Mag 1945 |
| Gemeinschaftslager II Dörnhau            | Kolce                       | 50°40′07″N 16°23′36″E | Nov 1943 – Mag 1945 |
| Gemeinschaftslager III Wüstegiersdorf    | Głuszyca                    | 50°41′05″N 16°22′21″E | Nov 1943 – Mag 1945 |
| Gemeinschaftslager IV Oberwüstegiersdorf | Głuszyca Górna              | 50°40′27″N 16°22′44″E | Nov 1943 – Mag 1945 |
| Gemeinschaftslager V Tannhausen          | Jedlinka                    | 50°41′55″N 16°21′56″E | Mar 1944 – 1945     |

| Nome tedesco             | Nome polacco della località | Coordinate            | Data di utilizzo        |
| ------------------------ | --------------------------- | --------------------- | ----------------------- |
| AL Dörnhau               | Kolce                       | 50°40′07″N 16°23′36″E | Giu 1944 – Mag 1945     |
| AL Erlenbusch            | Olszyniec                   | 50°43′32″N 16°22′57″E | Mag 1944 – Mag 1945     |
| AL Falkenberg            | Sowin                       | 50°38′39″N 16°28′16″E | Apr 1944 – Feb 1945     |
| AL Fürstenstein          | Książ                       | 50°50′15″N 16°18′05″E | Mag 1944 – Feb 1945     |
| AL Kaltwasser            | Zimna Woda                  | 50°40′30″N 16°23′14″E | Aug 1944 – Dec 1944     |
| AL Lärche                | Soboń                       | 50°41′12″N 16°24′17″E | Ott–Dic 1944 – Feb 1945 |
| AL Märzbachtal           | Potok Marcowy Duży          | 50°41′16″N 16°23′16″E | Apr–Giu 1944 – Feb 1945 |
| AL Säuferwasser          | Osówka                      | 50°40′17″N 16°24′50″E | Aug 1944 – Feb 1945     |
| AL Schotterwerk          | Głuszyca Górna              | 50°40′18″N 16°22′04″E | Apr–Mag 1944 – Mag 1945 |
| AL Tannhausen            | Jedlinka                    | 50°41′55″N 16°21′56″E | Apr–Mag 1944 – Mag 1945 |
| AL Wolfsberg             | Włodarz                     | 50°42′14″N 16°25′26″E | Mag 1944 – Feb 1945     |
| AL Wüstegiersdorf        | Głuszyca                    | 50°41′05″N 16°22′21″E | Apr 1944 – Feb 1945     |
| AL Wüstewaltersdorf      | Walim                       | 50°41′50″N 16°26′41″E | Apr 1944 – 1945         |
| Zentralrevier Tannhausen | Jedlinka                    | 50°42′00″N 16°21′57″E | Nov 1944 – Mag 1945     |